# Cilla Black/Diskografie
Diese Diskografie ist eine Übersicht über die musikalischen Werke der britischen Popsängerin Cilla Black. Den Schallplattenauszeichnungen zufolge hat sie bisher mehr als 420.000 Tonträger verkauft. Ihre erfolgreichste Veröffentlichung ist das Album The Very Best of mit über 300.000 verkauften Einheiten.

## Diskografie

Erste Single auf Parlophone Nr. 5065

### Vereinigtes Königreich (Singles)
| A/B-Seite                                                   | Katalog-Nr. | Veröffentlichung |
| ----------------------------------------------------------- | ----------- | ---------------- |
| Parlophone                                                  |             |                  |
| Love of the Loved / Shy of Love                             | 5065        | September 1963   |
| Anyone Who Had a Heart / Just for You                       | 5101        | Januar 1964      |
| You’re My World / Suffer Now I Must                         | 5133        | Mai 1964         |
| It’s for You / He Won’t Ask Me                              | 5162        | Juli 1964        |
| You’ve Lost That Lovin’ Feelin’ / Is It Love?               | 5225        | Januar 1965      |
| I’ve Been Wrong Before / I Don’t Want to Know               | 5269        | April 1965       |
| Love’s Just a Broken Heart / Yesterday                      | 5395        | Januar 1966      |
| Alfie / Night Time Is Here                                  | 5427        | März 1966        |
| Don’t Answer Me / The Right One Is Left                     | 5463        | Juli 1966        |
| A Fool Am I / For No One                                    | 5515        | Oktober 1966     |
| What Good Am I / Over My Head                               | 5608        | Juni 1967        |
| I Only Live to Love You / From Now On                       | 5652        | November 1967    |
| Step Inside Love / I Couldn’t Take My Eyes Off You          | 5674        | November 1967    |
| Where Is Tomorrow? / Work Is a Four Letter Word             | 5706        | Juni 1968        |
| Surround Yourself with Sorrow / London Bridge               | 5759        | Februar 1969     |
| Conversations / Liverpool Lullaby                           | 5785        | Mai 1969         |
| If I Thought You’d Ever Change Your Mind / It Feels So Good | 5820        | November 1969    |
| Child of Mine / That’s Why I Love You                       | 5879        | Dezember 1970    |
| Something Tells Me / La La La Lu                            | 5924        | November 1971    |
| The World I Wish for You / Down in the City                 | 5938        | Februar 1972     |
| You You You / Silly Wasn’t I?                               | 5972        | November 1972    |
| EMI                                                         |             |                  |
| Baby We Can’t Go Wrong / Someone                            | 2107        | Januar 1974      |
| I’ll Have to Say I Love You in a Song / Never Run Out       | 2169        | Mai 1974         |
| He Was a Writer / Anything That You Might Say               | 2227        | Oktober 1974     |
| Alfie Darling / Little Bit of Understanding                 | 2278        | Mai 1975         |
| I’ll Take a Tango / To Know Him Is to Love Him              | 2328        | Juli 1975        |
| Little Things Mean a Lot / It’s Now                         | 2438        | März 1976        |
| Easy in Your Company / I Believe                            | 2532        | September 1976   |
| I Wanted to Call It Off / Keep Your Mind on Love            | 2658        | Juli 1977        |
| Silly Boy / I Couldn’t Make My Mind Up                      | 2791        | Mai 1978         |
| The Other Woman / Opening Night                             | 2840        | September 1978   |
| Towerbell                                                   |             |                  |
| There’s a Need in Me / You’ve Lost That Lovin’ Feelin’      | 74          | September 1985   |
| Surprise Surprise / Put Your Heart Where Your Love Is       | 81          | Dezember 1985    |

### UK – Langspielplatten (Vinyl)
| Titel                        | Katalog-Nr.        | Veröffentlichung |
| ---------------------------- | ------------------ | ---------------- |
| Cilla                        | Parlophone 1263    | Januar 1965      |
| Cilla Sings a Rainbow        | Parlophone 7004    | April 1966       |
| Sher-oo!                     | Parlophone 7041    | April 1968       |
| The Best of Cilla Black      | Parlophone 7065    | November 1968    |
| Surround Yourself with Cilla | Parlophone 7079    | Mai 1969         |
| Sweet Inspiration            | Parlophone 7103    | Juli 1970        |
| Images                       | Parlophone 7128    | Mai 1971         |
| Day By Day with Cilla        | 7155               | Januar 1973      |
| In My Life                   | EMI 3031           | Juni 1974        |
| It Makes Me Feel Good        | EMI 3108           | März 1976        |
| Modern Priscilla             | EMI 3232           | Juni 1978        |
| Especially for You           | K-tel 1085         | August 1980      |
| The Very Best                | Parlophone EMTV 38 | Januar 1983      |
| Surprisingly Cilla           | Towerbell 14       | Oktober 1985     |

## USA (Singles)
| A/B-Seite                                                 | Katalog-Nr.   | Veröffentlichung |
| --------------------------------------------------------- | ------------- | ---------------- |
|                                                           | Capitol       |                  |
| You’re My World / Suffer Now I Must                       | 5196          | Juni 1964        |
| It’s for You / He Won’t Ask Me                            | 5258          | August 1964      |
| Is It Love? / One Little Voice                            | 5373          | Februar 1965     |
| I’ve Been Wrong Before / My Love Come Home                | 5414          | Mai 1965         |
| Yesterday / Love’s Just a Broken Heart                    | 5595          | Februar 1966     |
| Alfie / Night Time Is Here                                | 5674          | Juli 1966        |
| A Fool Am I / For No One                                  | 5782          | November 1966    |
|                                                           | Bell          |                  |
| Step Inside Love / I Couldn’t Take My Eyes Off You        | 725           | Mai 1968         |
|                                                           | DJM           |                  |
| What The World Needs Now Is Love / Only Forever Will Do   | 70007         | November 1968    |
| Without Him / It’ll Never Happen Again                    | 70011         | März 1969        |
| Surround Yourself with Sorrow / It’ll Never Happen Again  | 70012         | April 1969       |
| Conversations / London Bridge                             | 70014         | August 1969      |
| If You Should Ever Change Your Mind / It Feels So Good    | 70015         | Dezember 1969    |
| Conversations / If You Should Ever Change Your Mind       | 70016         | April 1970       |
| Across the Universe (Mono) / Across the Universe (Stereo) | 70018         | Mai 1970         |
|                                                           | Private Stock |                  |
| I’ll Take a Tango / To Know Him is to Love Him            | 040           | Oktober 1975     |
| Fantasy / It’s Now                                        | 077           | April 1976       |

## Deutschland

### Singles
| A/B-Seite                                                   | Katalog-Nr. | Veröffentlichung |
| ----------------------------------------------------------- | ----------- | ---------------- |
|                                                             | Odeon       |                  |
| Anyone Who Had a Heart / Just for You                       | 22685       | März 1964        |
|                                                             | Ariola      |                  |
| Surround Yourself With Sorrow / London Bridge               | 14259       | März 1969        |
| Conversations / Liverpool Lullaby                           | 14369       | Juli 1969        |
| It Feels So Good / If I Thought You’d Ever Change Your Mind | 14496       | Januar 1970      |
| Oh Pleasure Man / Your Song                                 | 10439       | 1971             |
| Child of Mine / That’s Why I Love You                       | 14853       | 1971             |
| Something Tells Me / La La La Lu                            | 10895       | Dezember 1971    |
| The World I Wish for You / Down in the City                 | 12064       | April 1972       |

### Compact Discs*
| Titel                        | Musiklabel   | Veröffentlichung |
| ---------------------------- | ------------ | ---------------- |
| The Best of 1963–1978        | EMI          | 2003             |
| Cilla in the 60’s            | EMI          | 2005             |
| Especially for You           | Hallmark     | 2006             |
| Completely Cilla 1963–1973   | EMI          | 2012             |
| The Very Best of Cilla Black | Warner Bros. | 2013             |

* in Deutschland auf dem Markt

## Chartplatzierungen

### Alben
| Jahr | Titel                                 | Höchstplatzierung, Gesamtwochen, AuszeichnungChartsChartplatzierungen (Jahr, Titel, Platzierungen, Wochen, Auszeichnungen, Anmerkungen) | Anmerkungen |
| Jahr | Titel                                 | UK | Anmerkungen |
| ---- | ------------------------------------- | --- | ----------- |
| 1965 | Cilla                                 | UK5 (11 Wo.)UK |             |
| 1966 | Cilla Sings a Rainbow                 | UK4 (15 Wo.)UK |             |
| 1968 | Sher-oo!                              | UK7 (11 Wo.)UK |             |
| 1968 | The Best of Cilla Black               | UK21 (11 Wo.)UK |             |
| 1970 | Sweet Inspiration                     | UK42 (4 Wo.)UK |             |
| 1983 | The Very Best of Cilla Black          | UK20 Silber · (13 Wo.)UK | Parlophone  |
| 1993 | Through the Years                     | UK41 (2 Wo.)UK |             |
| 2003 | Beginnings: Greatest Hits & New Songs | UK68 (1 Wo.)UK |             |
| 2013 | The Very Best of                      | UK1 Platin · (36 Wo.)UK | Rhino       |
| 2018 | With The Royal Liverpool Philharmonic | UK26 (7 Wo.)UK |             |

### Singles
| Jahr | Titel Album                                | Höchstplatzierung, Gesamtwochen, AuszeichnungChartplatzierungen (Jahr, Titel, Album, Platzierungen, Wochen, Auszeichnungen, Anmerkungen) | Höchstplatzierung, Gesamtwochen, AuszeichnungChartplatzierungen (Jahr, Titel, Album, Platzierungen, Wochen, Auszeichnungen, Anmerkungen) | Höchstplatzierung, Gesamtwochen, AuszeichnungChartplatzierungen (Jahr, Titel, Album, Platzierungen, Wochen, Auszeichnungen, Anmerkungen) | Anmerkungen           |
| Jahr | Titel Album                                | DE | UK | US | Anmerkungen           |
| ---- | ------------------------------------------ | --- | --- | --- | --------------------- |
| 1963 | Love of the Loved –                        | — | UK35 (6 Wo.)UK | — |                       |
| 1964 | Anyone Who Had A Heart –                   | DE37 (12 Wo.)DE | UK1 (17 Wo.)UK | — |                       |
| 1964 | You’re My World –                          | — | UK1 (17 Wo.)UK | US26 (7 Wo.)US |                       |
| 1964 | It’s for You –                             | — | UK7 (10 Wo.)UK | US79 (3 Wo.)US |                       |
| 1965 | You’ve Lost That Lovin’ Feelin’ –          | — | UK2 (9 Wo.)UK | — |                       |
| 1965 | I’ve Been Wrong Before –                   | — | UK17 (8 Wo.)UK | — |                       |
| 1966 | Love’s Just a Broken Heart –               | — | UK5 (11 Wo.)UK | — |                       |
| 1966 | Alfie –                                    | — | UK9 (12 Wo.)UK | US95 (3 Wo.)US |                       |
| 1966 | Don’t Answer Me –                          | — | UK6 (10 Wo.)UK | — |                       |
| 1966 | A Fool Am I –                              | — | UK13 (9 Wo.)UK | — |                       |
| 1967 | What Good Am I? –                          | — | UK24 (7 Wo.)UK | — |                       |
| 1967 | I Only Live to Love You –                  | — | UK26 (11 Wo.)UK | — |                       |
| 1968 | Step Inside Love –                         | — | UK8 (9 Wo.)UK | — |                       |
| 1968 | Where Is Tomorrow –                        | — | UK39 (3 Wo.)UK | — |                       |
| 1969 | Surround Yourself with Sorrow –            | — | UK3 (12 Wo.)UK | — |                       |
| 1969 | Conversations –                            | — | UK7 (12 Wo.)UK | — |                       |
| 1969 | If I Thought You’d Ever Change Your Mind – | — | UK20 (9 Wo.)UK | — |                       |
| 1971 | Something Tells Me –                       | — | UK3 (14 Wo.)UK | — |                       |
| 1974 | Baby We Can’t Go Wrong –                   | — | UK36 (6 Wo.)UK | — |                       |
| 1993 | Through the Years –                        | — | UK54 (1 Wo.)UK | — |                       |
| 1993 | Heart And Soul –                           | — | UK75 (1 Wo.)UK | — | mit Dusty Springfield |
| 2014 | Anyone Who Had A Heart –                   | — | UK41 (3 Wo.)UK | — |                       |
| 2015 | You’re My World –                          | — | UK91 (1 Wo.)UK | — |                       |

## Statistik

### Chartauswertung
|                     | DE    | UK     | US    |
| ------------------- | ----- | ------ | ----- |
| Nummer-eins-Alben   | DE—DE | UK1UK  | US—US |
| Top-10-Alben        | DE—DE | UK4UK  | US—US |
| Alben in den Charts | DE—DE | UK10UK | US—US |

|                       | DE    | UK     | US    |
| --------------------- | ----- | ------ | ----- |
| Nummer-eins-Singles   | DE—DE | UK2UK  | US—US |
| Top-10-Singles        | DE—DE | UK11UK | US—US |
| Singles in den Charts | DE1DE | UK23UK | US3US |

### Auszeichnungen für Musikverkäufe
| Silberne Schallplatte - Vereinigtes Königreich - 1980: für das Album Especially For You Platin-Schallplatte - Neuseeland - 2015: für das Album The Very Best of Cilla Black |

Anmerkung: Auszeichnungen in Ländern aus den Charttabellen bzw. Chartboxen sind in ebendiesen zu finden.
| Land/RegionAuszeichnungen für Musikverkäufe (Land/Region, Auszeichnungen, Verkäufe, Quellen) | Silber     | Gold | Platin     | Verkäufe | Quellen          |
| -------------------------------------------------------------------------------------------- | ---------- | ---- | ---------- | -------- | ---------------- |
| Neuseeland (RMNZ)                                                                            | —          | —    | Platin1    | 15.000   | radioscope.co.nz |
| Vereinigtes Königreich (BPI)                                                                 | 2× Silber2 | —    | Platin1    | 420.000  | bpi.co.uk        |
| Insgesamt                                                                                    | 2× Silber2 | —    | 2× Platin2 |          |                  |